# 保科正純 (淡路守)
保科 正純（ほしな まさずみ、延宝5年（1677年） - 元文2年5月28日（1737年6月24日））は、江戸時代中期から後期の江戸幕府旗本寄合席。飯野藩主家分家の旗本保科家の第3代当主。諱は正純。幼名は傅次郎。通称は宮内、内記、甚四郎。官位は従五位下・淡路守。養父は保科正静、実父は岡部勝政（丹波守）、実母は渡辺綱貞（大隅守）の女。正室は保科正静養女（沼間清氏の娘）。子は保科正勝、娘（大久保教房妻）、保科正倫、岡部経盛など3男2女。国目付や山田奉行を勤める。石高は上野国群馬郡・吾妻郡のうち2500石。

## 生涯
実家は岸和田藩主家分家にあたる岡部家で、岡部長盛の次男岡部与賢を祖とする家である。貞享2年3月1日（1685年4月4日）に徳川綱吉へ初御目見をし、後に保科正静の養子となる。
宝永6年（1709年）に書院番士に列し、正徳2年（1712年）に養父の家督を相続する。
享保5年1月11日（1720年2月18日）に使番となる。また土佐藩主に幼少の山内豊常が就任したために、同年7月1日（1720年8月4日）に国目付として土佐藩高知山に派遣される。享保6年（1721年）には布衣を着ることを許される。
享保11年8月7日（1725年9月2日）に第20代山田奉行となり、同年10月28日（1725年11月20日）に従五位下・淡路守に叙任される。享保17年（1732年）8月18日に山田奉行を辞し、寄合に列する。なお、同年刊行の須原屋茂兵衛蔵板武鑑では、伊勢山田町奉行に「二千五百石　とらの御門内　保科淡路守」との記載が見られる。
元文元年（1736年）11月26日に隠居し、翌年死去した。享年61。法名は義秋。墓所は麻布の天眞寺。